# Anne Dietrich
Anne Dietrich (14 de agosto de 1980) es una deportista alemana que compitió en bobsleigh en la modalidad doble. Desde el año 2008 representó internacionalmente a Suiza.
Ganó dos medallas en el Campeonato Mundial de Bobsleigh, oro en 2003 y plata en 2009, y dos medallas de bronce en el Campeonato Europeo de Bobsleigh entre los años 2006 y 2008.

## Palmarés internacional
| Representando a Alemania |                              |                   |        |
| Campeonato Mundial       |                              |                   |        |
| Año                      | Lugar                        | Medalla           | Prueba |
| 2003                     | Winterberg (Alemania)        | Medalla de oro    | Doble  |
| Campeonato Europeo       |                              |                   |        |
| Año                      | Lugar                        | Medalla           | Prueba |
| 2006                     | Sankt Moritz (Suiza)         | Medalla de bronce | Doble  |
| Representando a Suiza    |                              |                   |        |
| Campeonato Mundial       |                              |                   |        |
| Año                      | Lugar                        | Medalla           | Prueba |
| 2009                     | Lake Placid (Estados Unidos) | Medalla de plata  | Equipo |
| Campeonato Europeo       |                              |                   |        |
| Año                      | Lugar                        | Medalla           | Prueba |
| 2008                     | Cesana (Italia)              | Medalla de bronce | Doble  |